# 11e étape du Tour d'Espagne 2024
Pour un article plus général, voir Tour d'Espagne 2024.
La 11e étape du Tour d'Espagne 2024 se déroule le mercredi 28 août 2024 entre Padrón et Padrón en Galice, sur une distance de 164 km.

## Parcours
Cette deuxième étape galicienne se présente sous la forme de trois boucles différentes à accomplir au départ et à l'arrivée de et à Padrón. Les coureurs franchissent donc trois fois la ligne d'arrivée. La première boucle longue de 68 kilomètres gravit le Puerto San Xiusto, un col de 2e catégorie. La deuxième boucle de 35 kilomètres monte une première fois le Puerto Aguasantas (2e catégorie). La dernière boucle de 61 kilomètres gravit une seconde fois le Puerto Aguasantas puis continue par un parcours accidenté jusqu'à la dernière difficulté du jour, le Puerto Cruxeiras, une brève mais sévère montée classée en 3e catégorie dont le sommet se situe à 8 kilomètres de l'arrivée.

## Déroulement de la course
Un important groupe de 38 hommes mène la course et prend rapidement de l'avance sur le peloton. Au pied de la première ascension du Puerto Aguasantas, à 90 kilomètres du terme, le Belge Xandro Meurisse (Alpecin Deceuninck) sort de ce groupe et prend jusqu'à 1 min 20 s d'avance. Lors de la seconde montée du Puerto Aguasantas, l'imposant groupe des poursuivants se réduit à 18 unités et franchit le sommet (48,5 km de l'arrivée) à un plus d'une minute de Meurisse alors que le peloton passe avec 6 min 50 s de retard. Meurisse est repris à 32,5 kilomètres du terme par le groupe des poursuivants comptant à ce moment 29 hommes alors que le peloton pointe à 5 min 15 s. 
Lors de la dernière montée du jour, le Puerto Cruxeiras (col de 3e catégorie), le groupe de tête explose tandis que, dans le peloton, Primož Roglič et Enric Mas lâchent le maillot rouge Ben O'Connor. Dans les derniers kilomètres de l'étape, le groupe de tête se reconstitue partiellement et ce sont finalement 14 coureurs qui se disputent la victoire. Parti aux 500 mètres, l'Irlandais Eddie Dunbar (Jayco AlUla) surprend ses adversaires et s'impose. Le maillot rouge O'Connor perd 37 secondes sur la plupart de ses principaux concurrents.

## Résultats

### Classement de l'étape
| \| Classement de l'étape \| Classement de l'étape \| Classement de l'étape \| Classement de l'étape \| Classement de l'étape \| \| Coureur \| Coureur \| Pays \| Équipe \| Temps \| \| --------------------- \| --------------------- \| --------------------- \| ------------------------- \| --------------------- \| \| 1er \| Eddie Dunbar \| Irlande \| Team Jayco AlUla \| 3 h 44 min 52 s \| \| 2e \| Quinten Hermans \| Belgique \| Alpecin-Deceuninck \| + 2 s \| \| 3e \| Max Poole \| Royaume-Uni \| Team dsm-firmenich PostNL \| + 2 s \| \| 4e \| Jhonatan Narváez \| Équateur \| Ineos Grenadiers \| + 4 s \| \| 5e \| Urko Berrade \| Espagne \| Equipo Kern Pharma \| + 4 s \| \| 6e \| Filippo Zana \| Italie \| Team Jayco AlUla \| + 4 s \| \| 7e \| Ion Izagirre \| Espagne \| Cofidis \| + 4 s \| \| 8e \| Carlos Verona \| Espagne \| Lidl-Trek \| + 4 s \| \| 9e \| Gianmarco Garofoli \| Italie \| Astana Qazaqstan Team \| + 4 s \| \| 10e \| Brandon McNulty \| États-Unis \| UAE Team Emirates \| + 4 s \| |                    |             |                           |                 |
| |                    |             |                           |                 |
| Source : ProCyclingStats |                    |             |                           |                 |
| Classement de l'étape |                    |             |                           |                 |
| Coureur | Coureur            | Pays        | Équipe                    | Temps           |
| 1er | Eddie Dunbar       | Irlande     | Team Jayco AlUla          | 3 h 44 min 52 s |
| 2e | Quinten Hermans    | Belgique    | Alpecin-Deceuninck        | + 2 s           |
| 3e | Max Poole          | Royaume-Uni | Team dsm-firmenich PostNL | + 2 s           |
| 4e | Jhonatan Narváez   | Équateur    | Ineos Grenadiers          | + 4 s           |
| 5e | Urko Berrade       | Espagne     | Equipo Kern Pharma        | + 4 s           |
| 6e | Filippo Zana       | Italie      | Team Jayco AlUla          | + 4 s           |
| 7e | Ion Izagirre       | Espagne     | Cofidis                   | + 4 s           |
| 8e | Carlos Verona      | Espagne     | Lidl-Trek                 | + 4 s           |
| 9e | Gianmarco Garofoli | Italie      | Astana Qazaqstan Team     | + 4 s           |
| 10e | Brandon McNulty    | États-Unis  | UAE Team Emirates         | + 4 s           |

### Points attribués pour le classement par points
| Sprint intermédiaire O Sisto (km 133,9) | Sprint intermédiaire O Sisto (km 133,9) | Sprint intermédiaire O Sisto (km 133,9) | Sprint intermédiaire O Sisto (km 133,9) | Sprint intermédiaire O Sisto (km 133,9) |
| --------------------------------------- | --------------------------------------- | --------------------------------------- | --------------------------------------- | --------------------------------------- |
|                                         | Coureur                                 | Pays                                    | Équipe                                  | Point(s)                                |
| 1er                                     | Xandro Meurisse                         | Belgique                                | Alpecin-Deceuninck                      | 20                                      |
| 2e                                      | Ibon Ruiz                               | Espagne                                 | Equipo Kern Pharma                      | 17                                      |
| 3e                                      | Nico Denz                               | Allemagne                               | Red Bull-Bora-Hansgrohe                 | 15                                      |
| 4e                                      | George Bennett                          | Nouvelle-Zélande                        | Israel-Premier Tech                     | 13                                      |
| 5e                                      | Marco Frigo                             | Italie                                  | Israel-Premier Tech                     | 10                                      |
| modifier                                |                                         |                                         |                                         |                                         |

| Arrivée d'étape Campus Tecnológico Cortizo Padron (km 166,5) | Arrivée d'étape Campus Tecnológico Cortizo Padron (km 166,5) | Arrivée d'étape Campus Tecnológico Cortizo Padron (km 166,5) | Arrivée d'étape Campus Tecnológico Cortizo Padron (km 166,5) | Arrivée d'étape Campus Tecnológico Cortizo Padron (km 166,5) |
| ------------------------------------------------------------ | ------------------------------------------------------------ | ------------------------------------------------------------ | ------------------------------------------------------------ | ------------------------------------------------------------ |
|                                                              | Coureur                                                      | Pays                                                         | Équipe                                                       | Point(s)                                                     |
| 1er                                                          | Eddie Dunbar                                                 | Irlande                                                      | Team Jayco AlUla                                             | 30                                                           |
| 2e                                                           | Quinten Hermans                                              | Belgique                                                     | Alpecin-Deceuninck                                           | 25                                                           |
| 3e                                                           | Max Poole                                                    | Grande-Bretagne                                              | Team dsm-firmenich PostNL                                    | 22                                                           |
| 4e                                                           | Jhonatan Narváez                                             | Équateur                                                     | Ineos Grenadiers                                             | 19                                                           |
| 5e                                                           | Urko Berrade                                                 | Espagne                                                      | Equipo Kern Pharma                                           | 17                                                           |
| 6e                                                           | Filippo Zana                                                 | Italie                                                       | Team Jayco AlUla                                             | 15                                                           |
| 7e                                                           | Ion Izagirre                                                 | Espagne                                                      | Cofidis                                                      | 13                                                           |
| 8e                                                           | Carlos Verona                                                | Espagne                                                      | Lidl-Trek                                                    | 11                                                           |
| 9e                                                           | Gianmarco Garofoli                                           | Italie                                                       | Astana Qazaqstan Team                                        | 9                                                            |
| 10e                                                          | Brandon McNulty                                              | États-Unis                                                   | UAE Team Emirates                                            | 7                                                            |
| 11e                                                          | Attila Valter                                                | Hongrie                                                      | Team Visma-Lease a Bike                                      | 6                                                            |
| 12e                                                          | George Bennett                                               | Nouvelle-Zélande                                             | Israel-Premier Tech                                          | 5                                                            |
| 13e                                                          | Sam Oomen                                                    | Pays-Bas                                                     | Lidl-Trek                                                    | 4                                                            |
| 14e                                                          | Guillaume Martin                                             | France                                                       | Cofidis                                                      | 3                                                            |
| 15e                                                          | Matthew Riccitello                                           | États-Unis                                                   | Israel-Premier Tech                                          | 2                                                            |
| modifier                                                     |                                                              |                                                              |                                                              |                                                              |

| Coureur      | Pays   | Équipe                     | Points     |
| ------------ | ------ | -------------------------- | ---------- |
| Victor Lafay | France | Decathlon-AG2R La Mondiale | - 6 points |

### Points attribués pour le classement du meilleur grimpeur
| Puerto San Xusto (km 42,4) 3e catégorie (10,2 km à 4,2%) | Puerto San Xusto (km 42,4) 3e catégorie (10,2 km à 4,2%) | Puerto San Xusto (km 42,4) 3e catégorie (10,2 km à 4,2%) | Puerto San Xusto (km 42,4) 3e catégorie (10,2 km à 4,2%) | Puerto San Xusto (km 42,4) 3e catégorie (10,2 km à 4,2%) |
| -------------------------------------------------------- | -------------------------------------------------------- | -------------------------------------------------------- | -------------------------------------------------------- | -------------------------------------------------------- |
|                                                          | Coureur                                                  | Pays                                                     | Équipe                                                   | Point(s)                                                 |
| 1er                                                      | Marco Frigo                                              | Italie                                                   | Israel-Premier Tech                                      | 3                                                        |
| 2e                                                       | Urko Berrade                                             | Espagne                                                  | Equipo Kern Pharma                                       | 2                                                        |
| 3e                                                       | Rubén Fernández Andújar                                  | Espagne                                                  | Cofidis                                                  | 1                                                        |
| modifier                                                 |                                                          |                                                          |                                                          |                                                          |

| Puerto Aguasantas (km 81,2) 2e catégorie (5,7 km à 6,1%) | Puerto Aguasantas (km 81,2) 2e catégorie (5,7 km à 6,1%) | Puerto Aguasantas (km 81,2) 2e catégorie (5,7 km à 6,1%) | Puerto Aguasantas (km 81,2) 2e catégorie (5,7 km à 6,1%) | Puerto Aguasantas (km 81,2) 2e catégorie (5,7 km à 6,1%) |
| -------------------------------------------------------- | -------------------------------------------------------- | -------------------------------------------------------- | -------------------------------------------------------- | -------------------------------------------------------- |
|                                                          | Coureur                                                  | Pays                                                     | Équipe                                                   | Point(s)                                                 |
| 1er                                                      | Xandro Meurisse                                          | Belgique                                                 | Alpecin-Deceuninck                                       | 5                                                        |
| 2e                                                       | Marco Frigo                                              | Italie                                                   | Israel-Premier Tech                                      | 3                                                        |
| 3e                                                       | Guillaume Martin                                         | France                                                   | Cofidis                                                  | 1                                                        |
| modifier                                                 |                                                          |                                                          |                                                          |                                                          |

| Puerto Aguasantas (km 117,9) 2e catégorie (5,7 km à 6,1%) | Puerto Aguasantas (km 117,9) 2e catégorie (5,7 km à 6,1%) | Puerto Aguasantas (km 117,9) 2e catégorie (5,7 km à 6,1%) | Puerto Aguasantas (km 117,9) 2e catégorie (5,7 km à 6,1%) | Puerto Aguasantas (km 117,9) 2e catégorie (5,7 km à 6,1%) |
| --------------------------------------------------------- | --------------------------------------------------------- | --------------------------------------------------------- | --------------------------------------------------------- | --------------------------------------------------------- |
|                                                           | Coureur                                                   | Pays                                                      | Équipe                                                    | Point(s)                                                  |
| 1er                                                       | Xandro Meurisse                                           | Belgique                                                  | Alpecin-Deceuninck                                        | 5                                                         |
| 2e                                                        | Marco Frigo                                               | Italie                                                    | Israel-Premier Tech                                       | 3                                                         |
| 3e                                                        | Guillaume Martin                                          | France                                                    | Cofidis                                                   | 1                                                         |
| modifier                                                  |                                                           |                                                           |                                                           |                                                           |

| Puerto Cruxeiras (km 158,5) 3e catégorie (2,9 km à 8,9%) | Puerto Cruxeiras (km 158,5) 3e catégorie (2,9 km à 8,9%) | Puerto Cruxeiras (km 158,5) 3e catégorie (2,9 km à 8,9%) | Puerto Cruxeiras (km 158,5) 3e catégorie (2,9 km à 8,9%) | Puerto Cruxeiras (km 158,5) 3e catégorie (2,9 km à 8,9%) |
| -------------------------------------------------------- | -------------------------------------------------------- | -------------------------------------------------------- | -------------------------------------------------------- | -------------------------------------------------------- |
|                                                          | Coureur                                                  | Pays                                                     | Équipe                                                   | Point(s)                                                 |
| 1er                                                      | Carlos Verona                                            | Espagne                                                  | Lidl-Trek                                                | 3                                                        |
| 2e                                                       | Urko Berrade                                             | Espagne                                                  | Equipo Kern Pharma                                       | 2                                                        |
| 3e                                                       | Max Poole                                                | Grande-Bretagne                                          | Team dsm-firmenich PostNL                                | 1                                                        |
| modifier                                                 |                                                          |                                                          |                                                          |                                                          |

| Coureur      | Pays   | Équipe                     | Points    |
| ------------ | ------ | -------------------------- | --------- |
| Victor Lafay | France | Decathlon-AG2R La Mondiale | - 1 point |

### Bonifications et pénalités en temps
|   | Coureur         | Pays      | Équipe                  | Secondes |
| - | --------------- | --------- | ----------------------- | -------- |
| 1 | Xandro Meurisse | Belgique  | Alpecin-Deceuninck      | 6 s      |
| 2 | Ibon Ruiz       | Espagne   | Equipo Kern Pharma      | 4 s      |
| 3 | Nico Denz       | Allemagne | Red Bull-Bora-Hansgrohe | 2 s      |

|   | Coureur         | Pays            | Équipe                    | Secondes |
| - | --------------- | --------------- | ------------------------- | -------- |
| 1 | Eddie Dunbar    | Irlande         | Team Jayco AlUla          | 10 s     |
| 2 | Quinten Hermans | Belgique        | Alpecin-Deceuninck        | 6 s      |
| 3 | Max Poole       | Grande-Bretagne | Team dsm-firmenich PostNL | 4 s      |

| Coureur      | Pays   | Équipe                     | Secondes |
| ------------ | ------ | -------------------------- | -------- |
| Victor Lafay | France | Decathlon-AG2R La Mondiale | - 10 s   |

### Prix de la combativité
- Xandro Meurisse (Alpecin-Deceuninck)

## Classements à l'issue de l'étape

### Classement général
| \| Classement général \| Classement général \| Classement général \| Classement général \| Classement général \| \| Coureur \| Coureur \| Pays \| Équipe \| Temps \| \| ------------------ \| ------------------ \| ------------------ \| -------------------------- \| ------------------ \| \| 1er \| Ben O'Connor \| Australie \| Decathlon-AG2R La Mondiale \| 43 h 54 min 54 s \| \| 2e \| Primož Roglič \| Slovénie \| Red Bull-Bora-Hansgrohe \| + 3 min 16 s \| \| 3e \| Enric Mas \| Espagne \| Movistar Team \| + 3 min 58 s \| \| 4e \| Richard Carapaz \| Équateur \| EF Education-EasyPost \| + 4 min 10 s \| \| 5e \| Mikel Landa \| Espagne \| Soudal Quick-Step \| + 4 min 40 s \| \| 6e \| Carlos Rodríguez \| Espagne \| Ineos Grenadiers \| + 5 min 23 s \| \| 7e \| Florian Lipowitz \| Allemagne \| Red Bull-Bora-Hansgrohe \| + 5 min 29 s \| \| 8e \| Adam Yates \| Royaume-Uni \| UAE Team Emirates \| + 5 min 30 s \| \| 9e \| Felix Gall \| Autriche \| Decathlon-AG2R La Mondiale \| + 5 min 30 s \| \| 10e \| George Bennett \| Nouvelle-Zélande \| Israel-Premier Tech \| + 5 min 46 s \| |                  |                  |                            |                  |
| |                  |                  |                            |                  |
| Source : ProCyclingStats |                  |                  |                            |                  |
| Classement général |                  |                  |                            |                  |
| Coureur | Coureur          | Pays             | Équipe                     | Temps            |
| 1er | Ben O'Connor     | Australie        | Decathlon-AG2R La Mondiale | 43 h 54 min 54 s |
| 2e | Primož Roglič    | Slovénie         | Red Bull-Bora-Hansgrohe    | + 3 min 16 s     |
| 3e | Enric Mas        | Espagne          | Movistar Team              | + 3 min 58 s     |
| 4e | Richard Carapaz  | Équateur         | EF Education-EasyPost      | + 4 min 10 s     |
| 5e | Mikel Landa      | Espagne          | Soudal Quick-Step          | + 4 min 40 s     |
| 6e | Carlos Rodríguez | Espagne          | Ineos Grenadiers           | + 5 min 23 s     |
| 7e | Florian Lipowitz | Allemagne        | Red Bull-Bora-Hansgrohe    | + 5 min 29 s     |
| 8e | Adam Yates       | Royaume-Uni      | UAE Team Emirates          | + 5 min 30 s     |
| 9e | Felix Gall       | Autriche         | Decathlon-AG2R La Mondiale | + 5 min 30 s     |
| 10e | George Bennett   | Nouvelle-Zélande | Israel-Premier Tech        | + 5 min 46 s     |

| Classement par points | Classement par points | Classement par points | Classement par points      | Classement par points |
| Coureur               | Coureur               | Pays                  | Équipe                     | Points                |
| --------------------- | --------------------- | --------------------- | -------------------------- | --------------------- |
| 1er                   | Wout van Aert         | Belgique              | Team Visma \| Lease a Bike | 243 pts               |
| 2e                    | Kaden Groves          | Australie             | Alpecin-Deceuninck         | 162 pts               |
| 3e                    | Pavel Bittner         | Tchéquie              | Team dsm-firmenich PostNL  | 81 pts                |
| 4e                    | Primož Roglič         | Slovénie              | Red Bull-Bora-Hansgrohe    | 66 pts                |
| 5e                    | Ben O'Connor          | Australie             | Decathlon-AG2R La Mondiale | 65 pts                |
| 6e                    | Stefan Küng           | Suisse                | Groupama-FDJ               | 59 pts                |
| 7e                    | Mathias Vacek         | Tchéquie              | Lidl-Trek                  | 57 pts                |
| 8e                    | Harold Tejada         | Colombie              | Astana Qazaqstan Team      | 52 pts                |
| 9e                    | Ibon Ruiz             | Espagne               | Equipo Kern Pharma         | 51 pts                |
| 10e                   | Quentin Pacher        | France                | Groupama-FDJ               | 49 pts                |

| Classement par points | Classement par points | Classement par points | Classement par points      | Classement par points |
| Coureur               | Coureur               | Pays                  | Équipe                     | Points                |
| --------------------- | --------------------- | --------------------- | -------------------------- | --------------------- |
| 1er                   | Wout van Aert         | Belgique              | Team Visma \| Lease a Bike | 243 pts               |
| 2e                    | Kaden Groves          | Australie             | Alpecin-Deceuninck         | 162 pts               |
| 3e                    | Pavel Bittner         | Tchéquie              | Team dsm-firmenich PostNL  | 81 pts                |
| 4e                    | Primož Roglič         | Slovénie              | Red Bull-Bora-Hansgrohe    | 66 pts                |
| 5e                    | Ben O'Connor          | Australie             | Decathlon-AG2R La Mondiale | 65 pts                |
| 6e                    | Stefan Küng           | Suisse                | Groupama-FDJ               | 59 pts                |
| 7e                    | Mathias Vacek         | Tchéquie              | Lidl-Trek                  | 57 pts                |
| 8e                    | Harold Tejada         | Colombie              | Astana Qazaqstan Team      | 52 pts                |
| 9e                    | Ibon Ruiz             | Espagne               | Equipo Kern Pharma         | 51 pts                |
| 10e                   | Quentin Pacher        | France                | Groupama-FDJ               | 49 pts                |

| Classement de la montagne | Classement de la montagne | Classement de la montagne | Classement de la montagne  | Classement de la montagne |
| Coureur                   | Coureur                   | Pays                      | Équipe                     | Points                    |
| ------------------------- | ------------------------- | ------------------------- | -------------------------- | ------------------------- |
| 1er                       | Adam Yates                | Royaume-Uni               | UAE Team Emirates          | 22 pts                    |
| 2e                        | Wout van Aert             | Belgique                  | Team Visma \| Lease a Bike | 22 pts                    |
| 3e                        | Primož Roglič             | Slovénie                  | Red Bull-Bora-Hansgrohe    | 18 pts                    |
| 4e                        | David Gaudu               | France                    | Groupama-FDJ               | 18 pts                    |
| 5e                        | Jay Vine                  | Australie                 | UAE Team Emirates          | 17 pts                    |
| 6e                        | Sylvain Moniquet          | Belgique                  | Lotto Dstny                | 16 pts                    |
| 7e                        | Marco Frigo               | Italie                    | Israel-Premier Tech        | 14 pts                    |
| 8e                        | Marc Soler                | Espagne                   | UAE Team Emirates          | 12 pts                    |
| 9e                        | Filippo Zana              | Italie                    | Team Jayco AlUla           | 11 pts                    |
| 10e                       | Pelayo Sánchez            | Espagne                   | Movistar Team              | 10 pts                    |

| Classement de la montagne | Classement de la montagne | Classement de la montagne | Classement de la montagne  | Classement de la montagne |
| Coureur                   | Coureur                   | Pays                      | Équipe                     | Points                    |
| ------------------------- | ------------------------- | ------------------------- | -------------------------- | ------------------------- |
| 1er                       | Adam Yates                | Royaume-Uni               | UAE Team Emirates          | 22 pts                    |
| 2e                        | Wout van Aert             | Belgique                  | Team Visma \| Lease a Bike | 22 pts                    |
| 3e                        | Primož Roglič             | Slovénie                  | Red Bull-Bora-Hansgrohe    | 18 pts                    |
| 4e                        | David Gaudu               | France                    | Groupama-FDJ               | 18 pts                    |
| 5e                        | Jay Vine                  | Australie                 | UAE Team Emirates          | 17 pts                    |
| 6e                        | Sylvain Moniquet          | Belgique                  | Lotto Dstny                | 16 pts                    |
| 7e                        | Marco Frigo               | Italie                    | Israel-Premier Tech        | 14 pts                    |
| 8e                        | Marc Soler                | Espagne                   | UAE Team Emirates          | 12 pts                    |
| 9e                        | Filippo Zana              | Italie                    | Team Jayco AlUla           | 11 pts                    |
| 10e                       | Pelayo Sánchez            | Espagne                   | Movistar Team              | 10 pts                    |

| Classement du meilleur jeune | Classement du meilleur jeune | Classement du meilleur jeune | Classement du meilleur jeune | Classement du meilleur jeune |
| Coureur                      | Coureur                      | Pays                         | Équipe                       | Temps                        |
| ---------------------------- | ---------------------------- | ---------------------------- | ---------------------------- | ---------------------------- |
| 1er                          | Carlos Rodríguez             | Espagne                      | Ineos Grenadiers             | 44 h 00 min 17 s             |
| 2e                           | Florian Lipowitz             | Allemagne                    | Red Bull-Bora-Hansgrohe      | + 6 s                        |
| 3e                           | Mattias Skjelmose            | Danemark                     | Lidl-Trek                    | + 1 min 18 s                 |
| 4e                           | Lennert Van Eetvelt          | Belgique                     | Lotto Dstny                  | + 16 min 33 s                |
| 5e                           | Matthew Riccitello           | États-Unis                   | Israel-Premier Tech          | + 33 min 08 s                |
| 6e                           | Isaac Del Toro               | Mexique                      | UAE Team Emirates            | + 36 min 59 s                |
| 7e                           | Max Poole                    | Royaume-Uni                  | Team dsm-firmenich PostNL    | + 41 min 44 s                |
| 8e                           | Giovanni Aleotti             | Italie                       | Red Bull-Bora-Hansgrohe      | + 47 min 05 s                |
| 9e                           | Mauri Vansevenant            | Belgique                     | Soudal Quick-Step            | + 48 min 03 s                |
| 10e                          | William Junior Lecerf        | Belgique                     | Soudal Quick-Step            | + 56 min 43 s                |

| Classement du meilleur jeune | Classement du meilleur jeune | Classement du meilleur jeune | Classement du meilleur jeune | Classement du meilleur jeune |
| Coureur                      | Coureur                      | Pays                         | Équipe                       | Temps                        |
| ---------------------------- | ---------------------------- | ---------------------------- | ---------------------------- | ---------------------------- |
| 1er                          | Carlos Rodríguez             | Espagne                      | Ineos Grenadiers             | 44 h 00 min 17 s             |
| 2e                           | Florian Lipowitz             | Allemagne                    | Red Bull-Bora-Hansgrohe      | + 6 s                        |
| 3e                           | Mattias Skjelmose            | Danemark                     | Lidl-Trek                    | + 1 min 18 s                 |
| 4e                           | Lennert Van Eetvelt          | Belgique                     | Lotto Dstny                  | + 16 min 33 s                |
| 5e                           | Matthew Riccitello           | États-Unis                   | Israel-Premier Tech          | + 33 min 08 s                |
| 6e                           | Isaac Del Toro               | Mexique                      | UAE Team Emirates            | + 36 min 59 s                |
| 7e                           | Max Poole                    | Royaume-Uni                  | Team dsm-firmenich PostNL    | + 41 min 44 s                |
| 8e                           | Giovanni Aleotti             | Italie                       | Red Bull-Bora-Hansgrohe      | + 47 min 05 s                |
| 9e                           | Mauri Vansevenant            | Belgique                     | Soudal Quick-Step            | + 48 min 03 s                |
| 10e                          | William Junior Lecerf        | Belgique                     | Soudal Quick-Step            | + 56 min 43 s                |

| Classement par équipes | Classement par équipes     | Classement par équipes | Classement par équipes |
| Équipe                 | Équipe                     | Pays                   | Temps                  |
| ---------------------- | -------------------------- | ---------------------- | ---------------------- |
| 1re                    | UAE Team Emirates          | Émirats arabes unis    | 131 h 51 min 14 s      |
| 2e                     | Decathlon-AG2R La Mondiale | France                 | + 13 min 10 s          |
| 3e                     | Red Bull-Bora-Hansgrohe    | Allemagne              | + 13 min 11 s          |
| 4e                     | Groupama-FDJ               | France                 | + 23 min 51 s          |
| 5e                     | Team Visma \| Lease a Bike | Pays-Bas               | + 44 min 00 s          |
| 6e                     | Ineos Grenadiers           | Royaume-Uni            | + 46 min 05 s          |
| 7e                     | Israel-Premier Tech        | Israël                 | + 46 min 46 s          |
| 8e                     | Lidl-Trek                  | États-Unis             | + 57 min 12 s          |
| 9e                     | Soudal Quick-Step          | Belgique               | + 59 min 29 s          |
| 10e                    | Movistar Team              | Espagne                | + 1 h 03 min 52 s      |

| Classement par équipes | Classement par équipes     | Classement par équipes | Classement par équipes |
| Équipe                 | Équipe                     | Pays                   | Temps                  |
| ---------------------- | -------------------------- | ---------------------- | ---------------------- |
| 1re                    | UAE Team Emirates          | Émirats arabes unis    | 131 h 51 min 14 s      |
| 2e                     | Decathlon-AG2R La Mondiale | France                 | + 13 min 10 s          |
| 3e                     | Red Bull-Bora-Hansgrohe    | Allemagne              | + 13 min 11 s          |
| 4e                     | Groupama-FDJ               | France                 | + 23 min 51 s          |
| 5e                     | Team Visma \| Lease a Bike | Pays-Bas               | + 44 min 00 s          |
| 6e                     | Ineos Grenadiers           | Royaume-Uni            | + 46 min 05 s          |
| 7e                     | Israel-Premier Tech        | Israël                 | + 46 min 46 s          |
| 8e                     | Lidl-Trek                  | États-Unis             | + 57 min 12 s          |
| 9e                     | Soudal Quick-Step          | Belgique               | + 59 min 29 s          |
| 10e                    | Movistar Team              | Espagne                | + 1 h 03 min 52 s      |

## Abandons
Quatre coureurs ont abandonné au cours de l'étape : 
- Thymen Arensman (Ineos Grenadiers) : non-partant
- Lorenzo Rota (Intermarché-Wanty) : non-partant
- Patrick Konrad (Lidl-Trek) : non-partant
- Chris Harper (Jayco AlUla) : abandon